# Elusa peninsulata
Elusa peninsulata là một loài bướm đêm trong họ Noctuidae.